# Vincenzio Nannucci
Vincenzio Nannucci, indicato a volte, impropriamente, come Vincenzo Nannucci (Signa, 1º settembre 1787 – Firenze, 2 giugno 1857), è stato un filologo e letterato italiano.

## Biografia
Di origini contadine, insegnò dapprima lingue orientali in un liceo di Ravenna, per poi rifugiarsi nel 1815 per motivi politici all'estero (Corfù, Itaca, Cefalonia), dove insegnò lingua e letteratura italiana.
Rientrò in Italia, a Firenze nel 1840, dove lavorò alla Biblioteca Riccardiana.
Nel 1847 divenne membro dell'Accademia della Crusca, dove ebbe modo di collaborare attivamente alla compilazione del famoso Vocabolario.
La maggior fama gli venne dall'aver trattato diffusamente per primo del periodo delle origini della nostra letteratura, attraverso il Manuale del primo secolo della lingua italiana, che rimase a lungo l'unico manuale universitario in materia, fino alla pubblicazione de I primi due secoli della letteratura italiana di Adolfo Bartoli.
Altri suoi grandi interessi letterari furono le figure e le opere di Bartolomeo da San Concordio, Pietro Alighieri, e il Poliziano.

## Opere principali
- Voci e locuzioni italiane derivate dalla lingua provenzale, Firenze, Le Monnier, 1840.
- Teorica dei nomi della lingua italiana, Firenze, Baracchi e Piatti, 1858.
- Manuale del primo secolo della lingua italiana, 3 voll., Firenze, Magheri, 1837-1839.